# Jiří Časko
Jiří Časko (Litomyšl, 29 gennaio 1968) è un ex calciatore ceco, fino al 1993 cecoslovacco, di ruolo centrocampista.

## Carriera

### Nazionale
Il 27 maggio 1992 gioca il suo unico incontro con la Nazionale cecoslovacca affrontando la Polonia (1-0).